# Schwarzenbühl
Der Schwarzenbühl ist ein Gebirgspass und ein Skigebiet im Schweizer Kanton Bern. Der Ausgangspunkt liegt in Riffenmatt, einem Ortsteil der Gemeinde Guggisberg, südlich von Bern, und der Endpunkt im Gurnigelpass. Die Passhöhe des Schwarzenbühl liegt auf 1547 m ü. M. auf dem Boden der Gemeinde Rüschegg.
Auf der Passhöhe befindet sich das Hotel-Restaurant Kurhaus Schwarzenbühl, in unmittelbarer Nähe liegen das Skigebiet Selital und das Langlaufzentrum Gantrisch.